# Sally Oldfield
Sally Patricia Oldfield (Dublin, 3 de agosto de 1947) é uma cantora de música folk e irmã do famoso compositor inglês Mike Oldfield.

## Discografia
- Water Bearer (1978)
- Easy (1979)
- Celebration (1980)
- Playing in the Flame (1981)
- In Concert (1982)
- Strange Day in Berlin (1983)
- Femme (1987)
- Instincts (1988)
- Night Riding (1990)
- Natasha (1990)
- The Flame (1992)
- Three Rings (1994)
- Secret Songs (1996)
- Flaming Star (2001)
- Absolutely Chilled (2003)